# Przemiana izentropowa

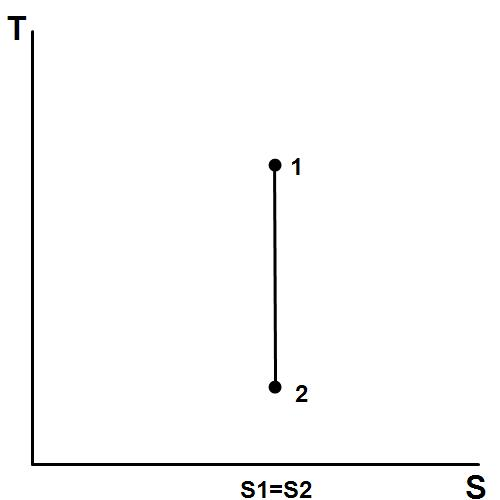
Schemat przemiany izentropowej

Przemiana izentropowa lub izoentropowa – proces termodynamiczny zachodzący przy stałej entropii właściwej. Jej wykres termodynamiczny jest nazywany izentropą.
Przemiany te odgrywają w technice stosunkowo dużą rolę, ponieważ może być jednocześnie adiabatą odwracalną (beztarciową, idealną). Izentropa może być także przemianą rzeczywistą, w której od czynnika odbierane jest ciepło równe ciepłu wewnętrznemu przemiany (ciepłu powstającemu wewnątrz czynnika w wyniku tarcia wewnętrznego). W rzeczywistości przemiana izentropowa jest praktycznie niespotykana, jednak w teorii maszyn cieplnych odgrywa istotną rolę. Jako adiabata odwracalna przewija się szczególnie w teorii sprężarek przepływowych i turbin cieplnych.